# Звенигород (Московська область)
Звени́город (рос. Звенигород) — місто у Московській області РФ, відоме великою кількістю пам'яток історії та архітектури, зокрема сакральної. До 2019 року — місто обласного підпорядкування, після чого Звенигород увійшов до складу Одинцовського району.

## Назва
На час заснування московського Звенигорода існували вже два міста з такою назвою в Південній Русі: Звенигород у Галицькій землі і Звенигород під Києвом. Думку про «перенесення назви» з території сучасної України уперше висловив В. І. Даль у «Записках Императорскаго Русскаго Географическаго общества», наводячи паралелі з топонімами Переяслав, Владимир, Галич, чий вторинний щодо назв українських міст характер сумнівів не викликає. Походження первинних ойконімів, проте, має кілька версій. Одна з них пов'язує «Звенигород» зі словами «дзвонити», «дзвеніти», «дзвін» і тлумачить назву як «місто, де при наближенні неприятеля дзвонять у дзвони» чи «місто з багатьма церквами, дзвіницями». Але більш ймовірною уявляється гіпотеза, що виводить назви міст від давньоруських імен типу Звенислав, Звенимир чи від гідронімів з тією ж основою (Звинеч, Звиняка, Звенига тощо).

## Розташування
Місто Звенигород розташовано на Клинсько-Дмитровській гряді Смоленсько-Московської височини на річці Москва за 46 км на захід від Москви та за 3 кілометри від залізничної станції Звенигород — кінцевого пункту лінії (16 км) від станції Голіцино на лінії Москва — Смоленськ. Середня температура січня −10 °C, липня +17 °C. Опадів 600 мм на рік.

## Історія

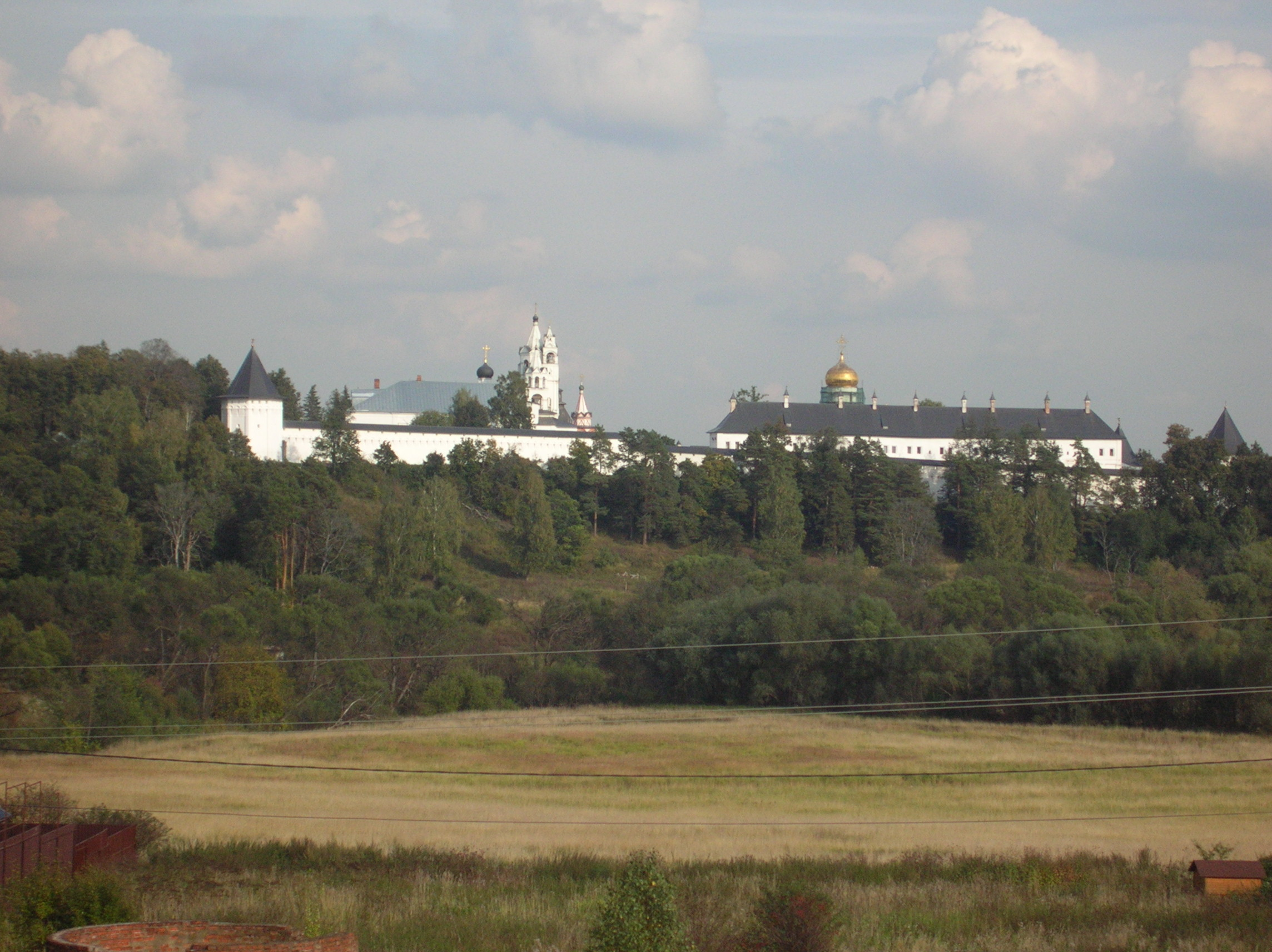
Савино-Сторожевський монастир

1152 — ймовірна дата заснування Звенигорода Юрієм Довгоруким. Однак перша згадка про місто в літописах датується 1336 та 1382 рр.
14-16 ст. — важливий сторожовий пункт на західних підступах до Москви.
1339–1492 — центр Звенигородського удільного князівства.
1382 розгромлений ханом Тохтамишом
1398–1399 — на Сторожовій горі був заснований Савино-Сторожевський монастир який згодом став заміською резиденцією царя Олексія Михайловича.
1708 Звенигород був приписаний до Московської губернії
1784 Звенигород був перебудований, отримав прямокутне планування
19 ст залишався повітовим містом зі слаборозвинутою торгівлею, 1861 року у місті нараховувалось декілька ремісничих закладів та пивоварний завод.
Станом на 2020 рік населення міста — 22 317 людей.

## Символіка Звенигорода
Звенигород мають власну символіку: герб та прапор. Сучасна версія герба ухвалена 28 березня 2003 року. Герб Звенигорода у блакитному полі срібний дзвіночок з золотими візерунками.

Прапор міста ухвалено 28 березня 2003 року. Це прямокутне полотнище зі співвідношенням ширини до довжини 2:3, який відтворюють гербову композицію.

## Російська Швейцарія

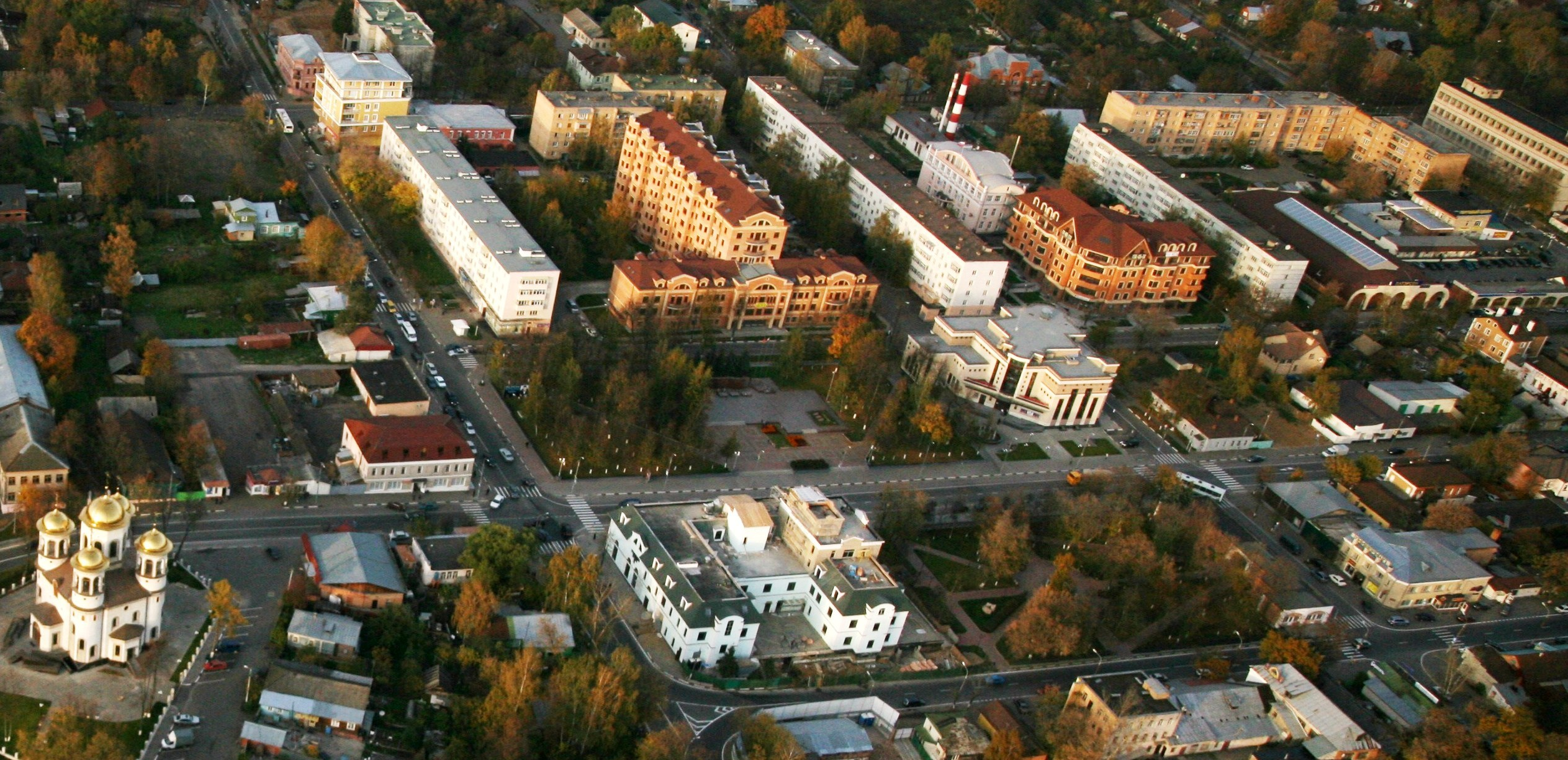
Центр Звенигорода з висоти пташиного польоту

Місто часто називають «Російською Швейцарією» — завдяки мальовничій місцевості, лікувальним джерелам. Завдяки мальовничій місцевості тут проводили літній сезон письменники та художники, зокрема  М. М. Карамзін (1802), О. І. Герцен (1830-40), А. П. Чехов (1884-87), І. І. Левітан, О. К. Саврасов, А. Ю. Архипов, І. Ю. Рєпін. У місті знаходиться санаторій «Звенигород».

## Храми
Звенигород був релігійним центром середньовічного Московського князівства. Передзвін — найкращий музичний супровід для огляди тутешніх середньовічних храмів, фресок Андрія Рубльова, ансамблю Савино-Сторожевського монастиря, який зберігся майже без змін з XVII століття.
У місті, окрім того знаходиться Успенський собор, Вознесенський Собор, церква Олександра Невського.

## Культура

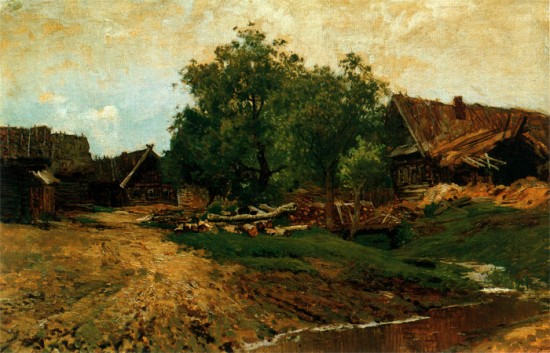
І. І. Левітан. Савинська Слобода, 1884 р.

- Історико-архітектурний музей (у Савино-Сторожевському монастирі)
- Музей С. І. Танеєва в Дюдьково
- Ансамбль Савино-Сторожевського монастиря — головна пам'ятка архітектури міста, діючий монастир заснований у 1398 році.
- Ансамбль колишніх садиб Єршово, Олсуф'євих, Лопухіних.
- Культурний центр імені Любові Орлової[9]

## Пам'ятки архітектури
Місто Звенигород має величезну кількість пам'яток архітектури.
Найцікавішими з них є Супоневський Посад, городище Дяківської культури, комплекс Савино-Сторожевського монастиря, численні приватні садиби, церква князя Олександра Невського, церква Різдва Христового, церква Різдва Пресвятої Богородиці, комплекс забудови вул. Луначарського, комплекс забудови Вознесенської площі, комплекс забудови східної частини Московської вулиці, церква Преображення Господнього.

## Населення[7]
| Рік  | тис. чол | рік  | тис. чол | рік  | тис. чол | рік  | тис. чол |
| ---- | -------- | ---- | -------- | ---- | -------- | ---- | -------- |
| 1856 | 2.4      | 1959 | 8.8      | 1998 | 14.5     | 2007 | 13.1     |
| 1859 | 1.7      | 1970 | 10.6     | 2000 | 14.0     | 2008 | 12.9     |
| 1897 | 2.4      | 1979 | 12.3     | 2001 | 13.7     | 2010 | 12.9     |
| 1926 | 3.1      | 1989 | 15.8     | 2003 | 12.2     | 2011 | 16.4     |
| 1931 | 3.7      | 1992 | 15.5     | 2005 | 13.7     | 2012 | 16.9     |
| 1939 | 6.3      | 1996 | 15.0     | 2006 | 13.4     | 2013 | 17.3     |

## Економіка
У місті налагоджено виробництво музичних інструментів, канцелярських виробів, дитячих іграшок, спортивного інвентарю, галантерейних виробів.

## Видатні особи, пов'язані зі Звенигородом
- Андрій Рубльов, іконописець
- Любов Орлова, радянська актриса
- Сергій Танєєв, композитор
- Ісаак Левітан, художник
- Олексій Саврасов, художник
- Антон Чехов, письменник